# Cadillac (Gironde)
Cadillac  egy francia település Gironde megyében az Aquitania régióban. Lakosainak száma 2727 fő (2022. január 1.).

## Fekvése
Langontól északra, a Garonne partján fekvő település.

## Története

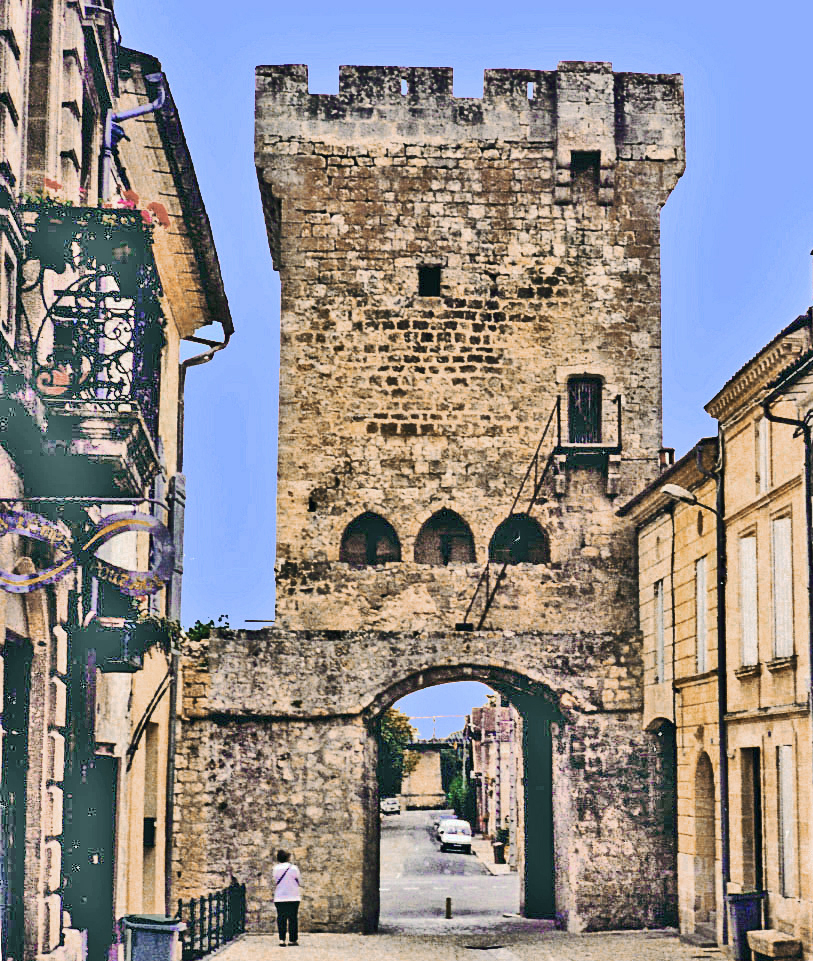

Cadillac nem csupán autómárka, hanem egy régi francia városka neve is, melyet 1280-ban I. Edward alapított Bordeaux védelmének biztosítására; Saint-Jean Jean Ier a Grailly falu helyén jött létre 1315-ben.
A tizennegyedik század második felében szőlőültetvények telepítéséhez és fejlesztéséhez kezdtek itt.
Középkori vára, a tizenhatodik század végén elpusztult. Városfalai fölött egy szép, a 17. század végén épült kastély áll. A pompás kastély Épernon hercegének, Franciaország admirálisának és XIII. Lajos francia király ellenfelének otthona volt. A kastélyt a forradalom óta börtönnek használták. 1952-ben azonban visszaadták műemléki rendeltetésének és felújították freskóval díszített mennyezeteit, aranyozott kövekből épült kandallóit, sokszínű márványból készült díszeit.

## Adminisztráció
Polgármesterek:
- 2001–2014 Hervé Le Taillandier de Gabory
- 2014–2020 Jocelyn Dore

## Demográfia
| Lakosok száma | 3748 | 2961 | 2582 | 2427 | 2718 | 2761 | 2789 | 2836 | 2846 | 2727 |
|               | 1968 | 1982 | 1990 | 2006 | 2013 | 2015 | 2017 | 2019 | 2020 | 2022 |

## Látnivalók
- Château de Cadillac

### Galéria

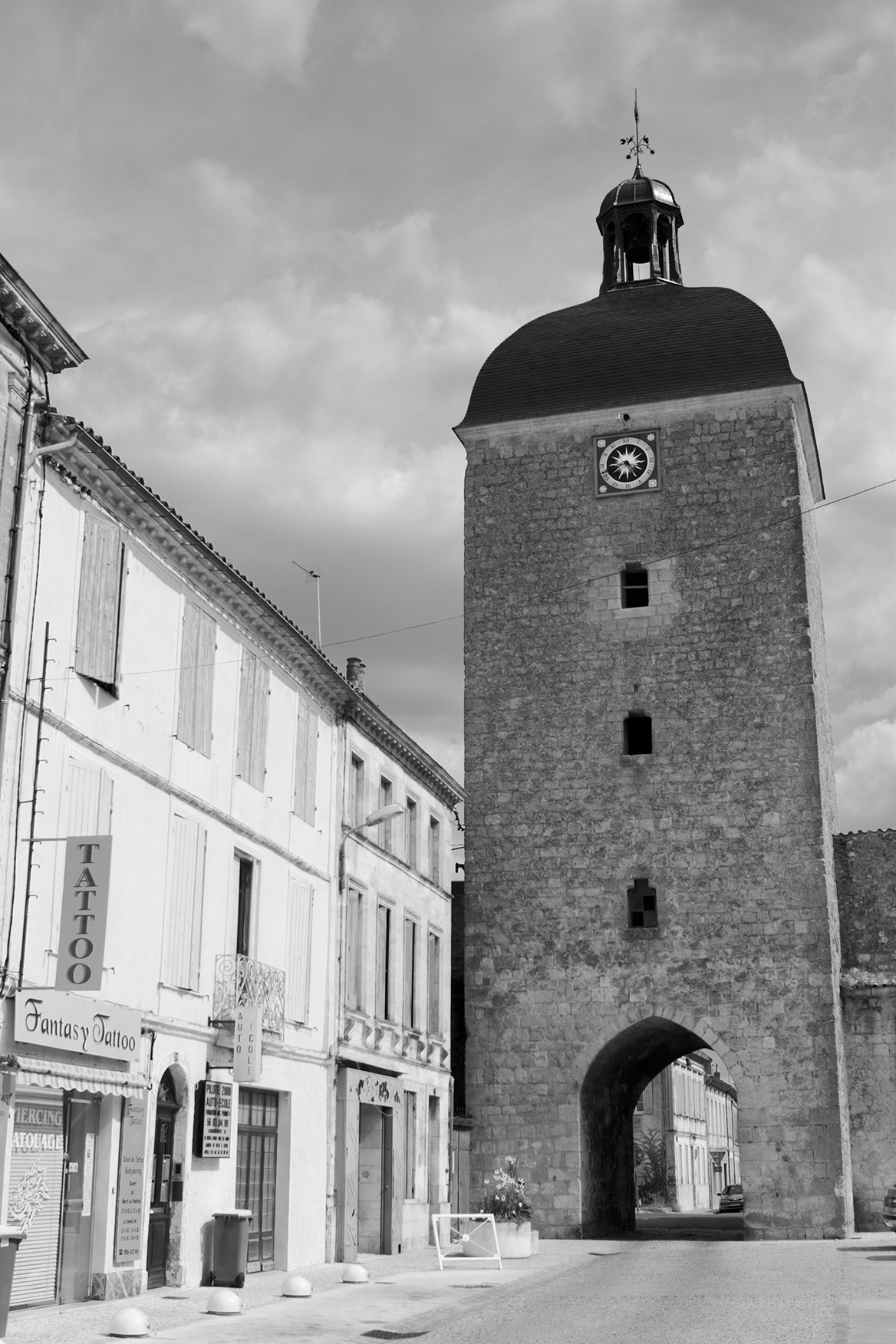
Óratorony
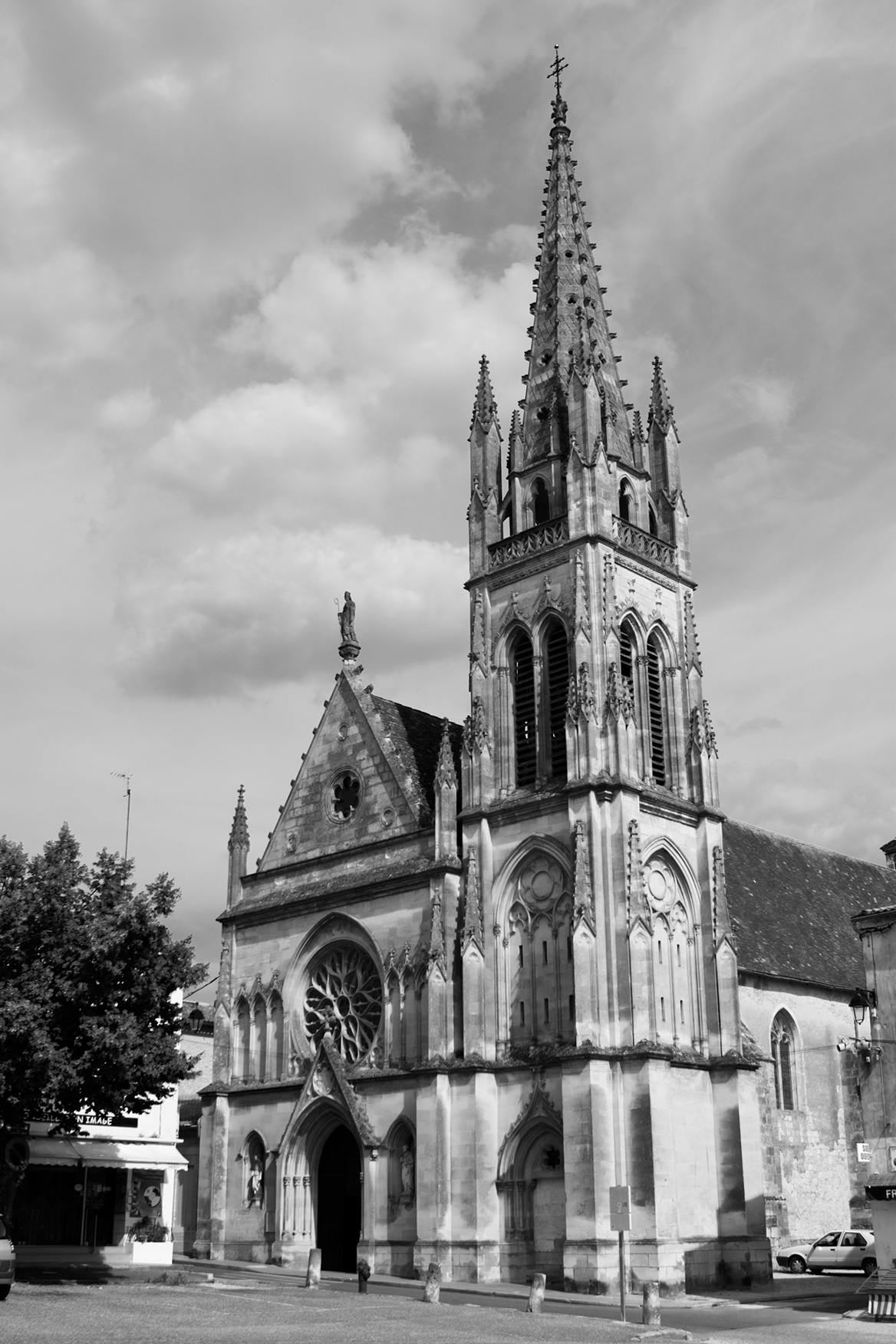
Templom
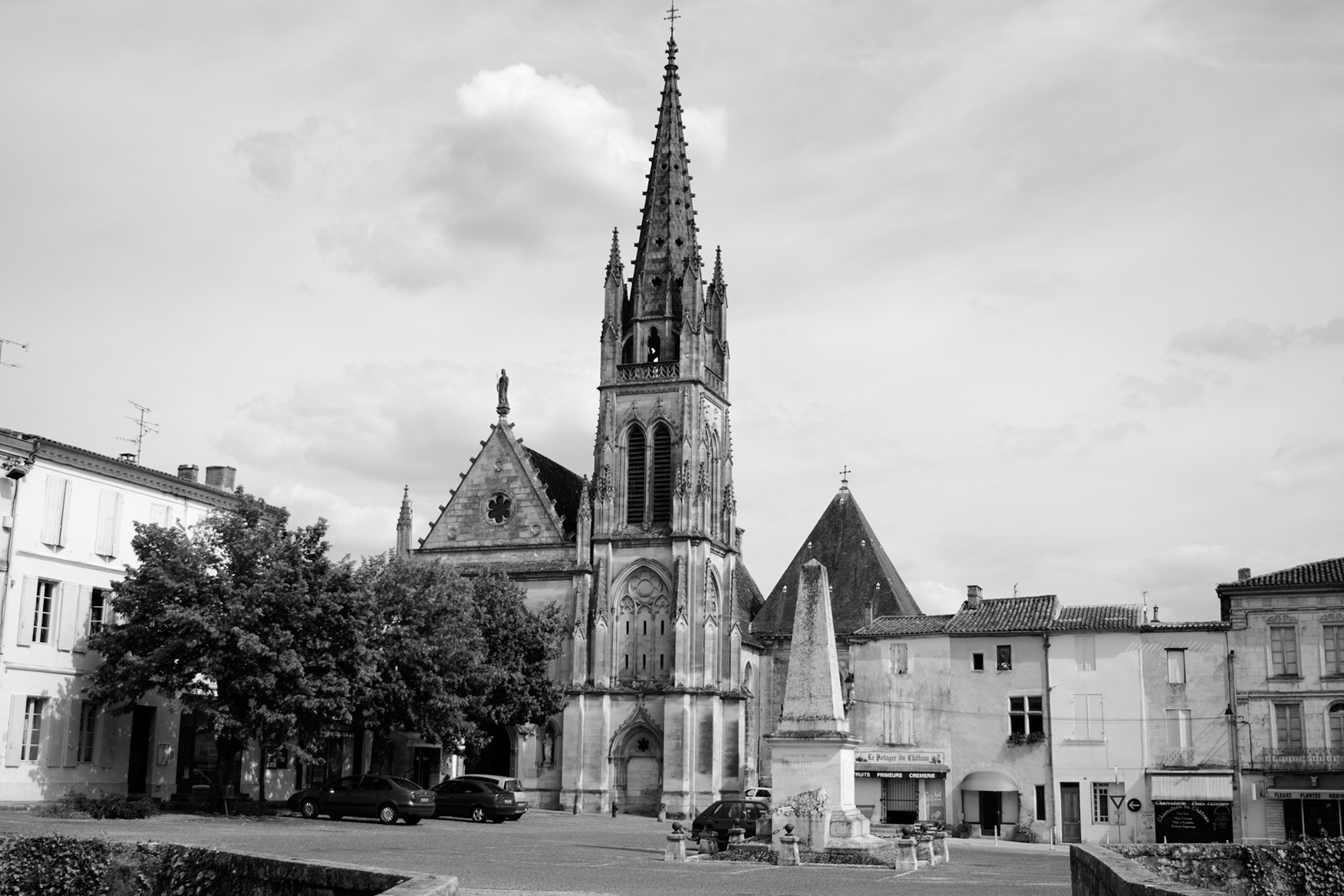
Tér
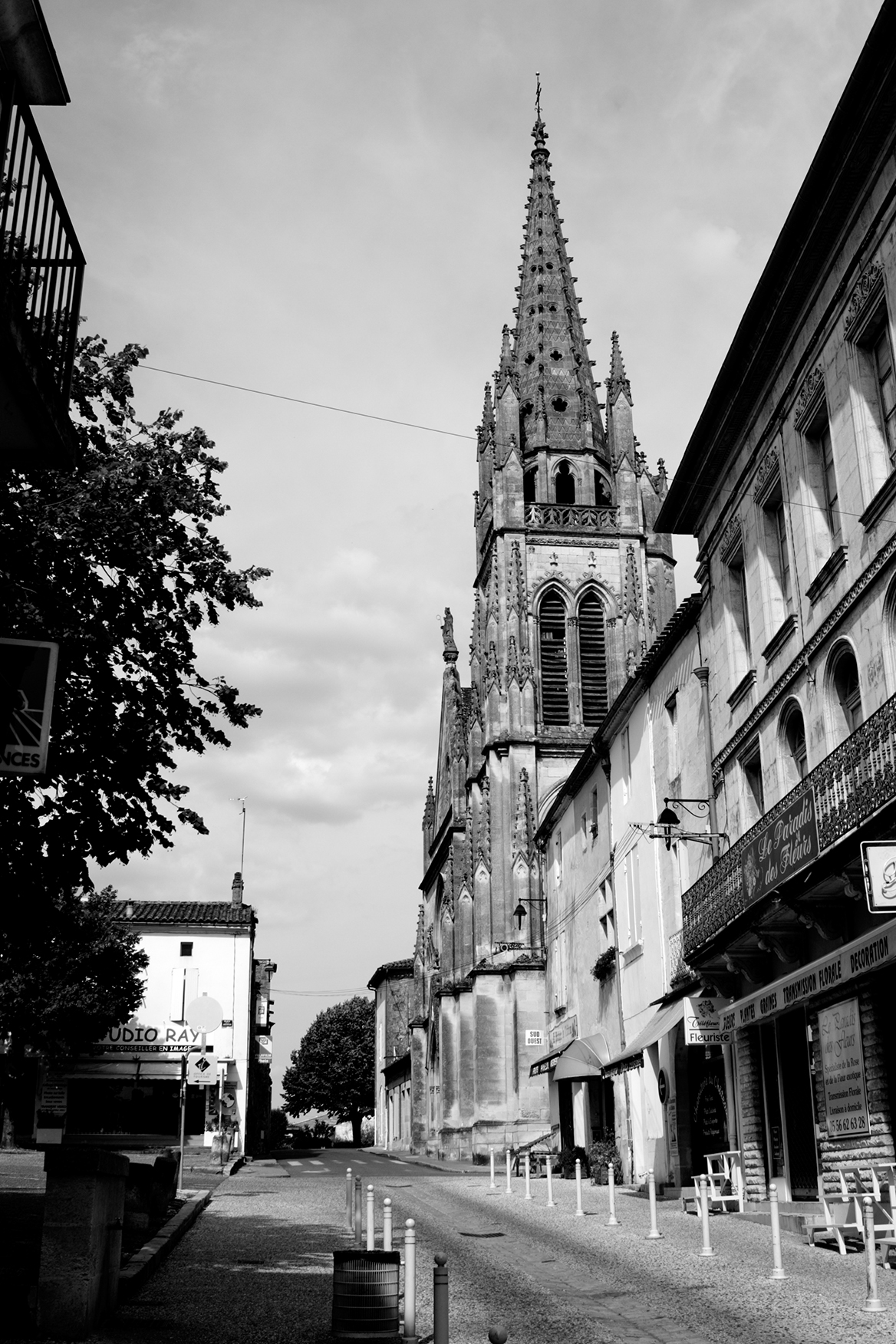
Utca
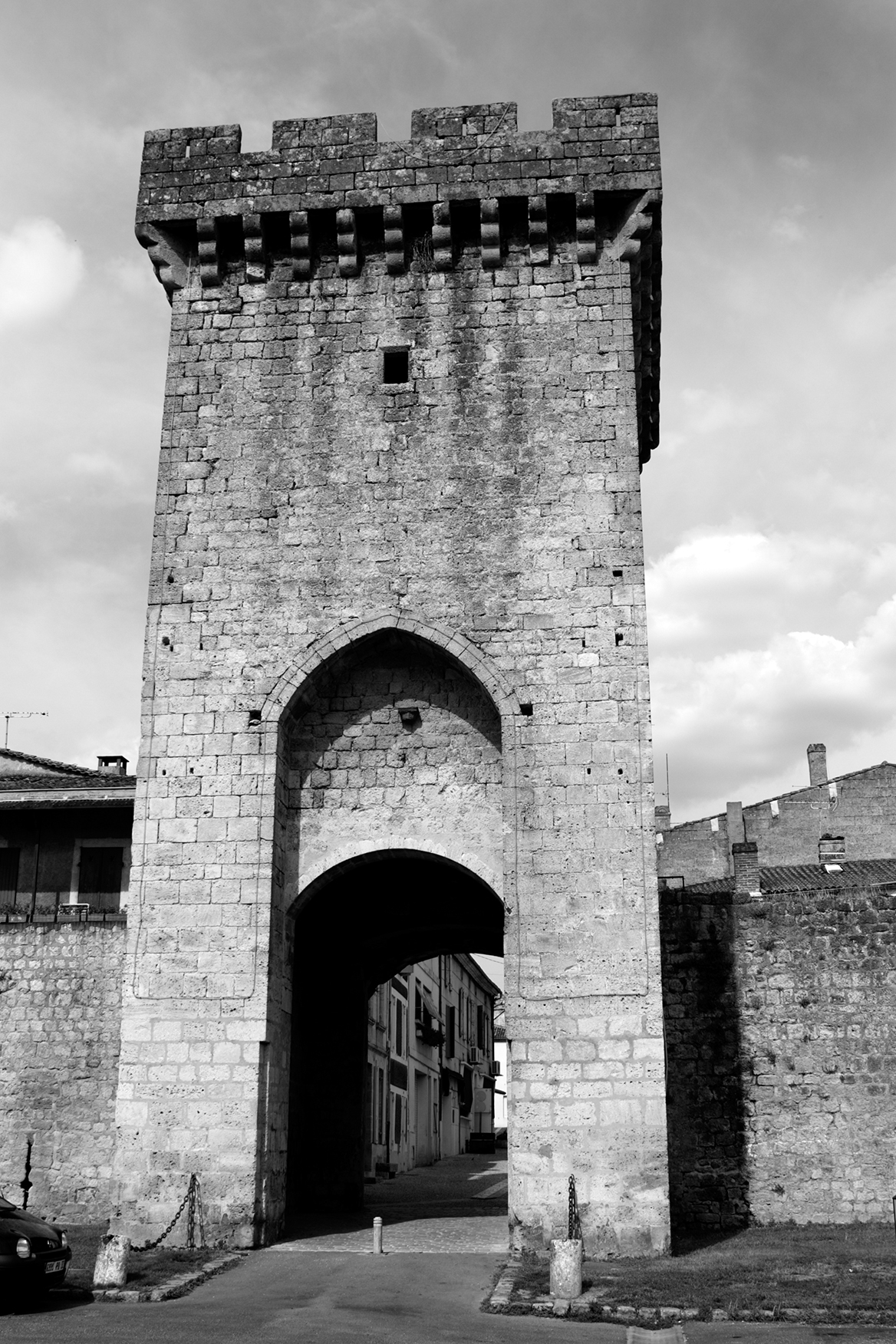
Tengeri kapu
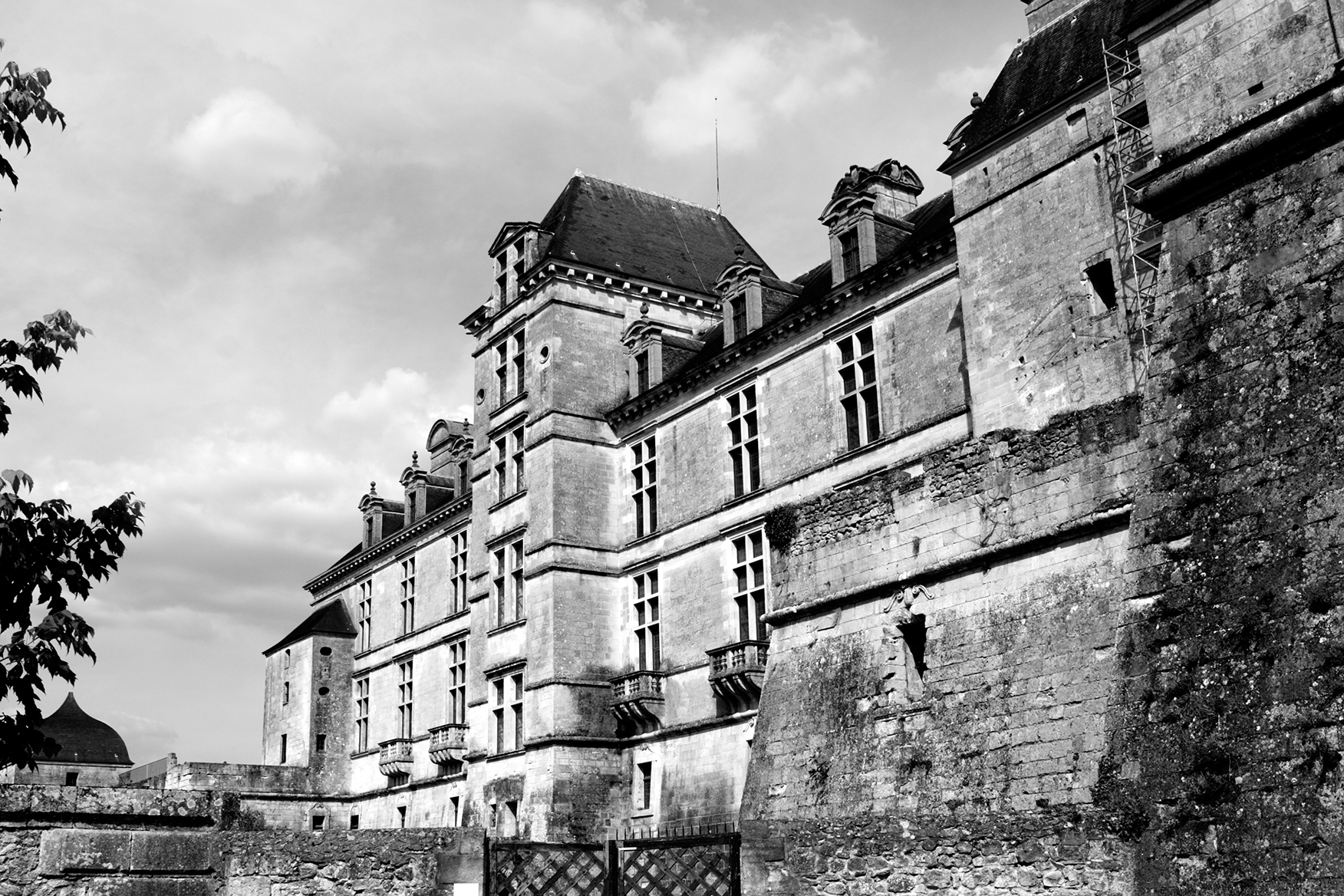
Kastély

## Testvérvárosok
- Canet de Mar (Spanyolország) 1986-óta